# Ceromya patellicornis
Ceromya patellicornis är en tvåvingeart som beskrevs av Louis-Paul Mesnil 1957. Ceromya patellicornis ingår i släktet Ceromya och familjen parasitflugor. Inga underarter finns listade i Catalogue of Life.